# Riudellots de la Selva

Municipiu din Riudellots

Riudellots de la Selva este o localitate în Spania în comunitatea Catalonia în provincia Girona. În 2013 avea o populație de 2.051 locuitori. Are o suprafață de 13,2 km2. Este situat la 6 km sud de Girona.
1. ↑  Nomenclátor Geográfico de Municipios y Entidades de Población (20240402 edition)
2. 1 2   http://www.idescat.cat/pub/?id=aec&n=925&t=2016 Lipsește sau este vid: |title= (ajutor)